# Габричидзе, Нугзар
Нугзар Габричидзе (ნუგზარ გაბრიჩიძე) — генеральный прокурор Грузии (2001—2004). Государственный советник юстиции и генерал-майор полиции.
Родился 26 апреля 1949 года в Тержольском районе Грузии. В 1967 году окончил школу. В 1967—1968 годах — рабочий на Ткибульской шахте. В 1968—1970 годах на военной службе.
С 1975 года работает в МВД Грузии. В 1978 году окончил юридический факультет Тбилисского государственного университета. С 1980 года — в прокуратуре Грузинской ССР.
В 2001—2004 годах — генеральный прокурор Грузии. Утвержден парламентом Грузии (196 голосов «за», 4 — «против»).